# 宋林皋
宋林皋（?—?），明州（今浙江宁波）人，明朝女科（妇科）医学家，约活动于万历年间（1573年～1620年）。宋林皋写成了中国古代女科集大成的《宋氏女科秘书》。以宋林皋的宋氏医学世家历二十余世，以女科闻名于世。

## 生平
宋林皋是宋氏医学家族二十余世的传人，“精于女科胎、产、经、带的调治，疗效卓著，名闻遐迩，医名冠浙东”。
宋林皋遍览前代女科之书，认为自从《产宝》《全书》之后，女科医术间有发明，但错误疏漏之处还有很多。于是狠下功夫，结合自己的长期行医实践经验和深厚的家传，剔除前代及同类著作之鄙漏，留存可取之处，阐发精义，集历代女科之大成，取方226种，撰写而成《宋氏女科秘书》。此书成于万历四十年（1612年）。

## 家族
宋氏家族祖居郢州（今湖南郢县），为当地大姓，本不以行医为业。宋朝建炎年间，宋氏迁居四明（今宁波）。宋氏医学家族的始祖是宋广平公璟，他精于医术，开始专门诊断救治妇科疾病。

### 后人
- 宋北川（又名博川），著有《女科书》
- 宋紫清，著有《妇科秘录》等。
- 宋光济（已故，浙江中医学院教授）

## 著作
《宋氏女科秘书》